# جان گیدمن
جان گیدمن (به انگلیسی: John Gidman) زادهٔ ۱۰ ژانویه ۱۹۵۴ بازیکن فوتبال اهل انگلستان بود که سابقهٔ بازی در تیم ملی فوتبال انگلستان را در کارنامهٔ خود دارد. وی در تاریخ ۳۰ مارس ۱۹۷۷ تنها بازی ملی خود را در مقابل تیم ملی فوتبال لوکزامبورگ انجام داد.